# Hamburg (Iowa)
Hamburg – miasto w Stanach Zjednoczonych, w stanie Iowa, w hrabstwie Fremont. W 2000 liczyło 1240 mieszkańców.